# Аньнин (Ганьсу)
Аньни́н (кит. упр. 安宁, пиньинь Ānníng) — район городского подчинения городского округа Ланьчжоу провинции Ганьсу (КНР).

## История
При империи Мин в 1505 году в этих местах было выстроено укрепление Аньнин (安宁堡).
В 1941 году из уезда Гаолань был выделен город Ланьчжоу. В 1942 году он был разделён на восемь районов. В 1947 году из районов № 7 и № 8 был выделен район № 9. В 1955 году район № 7 был переименован в район Аньнин.

## Административное деление
Район делится на 8 уличных комитетов.